# Blees
Die Blees (luxemburgisch Bleesⓘ) ist ein gut 20 km langer, nördlicher und linker Zufluss der Sauer (Sûre) im Großherzogtum Luxemburg.

## Name
Der Fluss tritt 805/806 als Blinsa erstmals urkundlich in Erscheinung. Der Name leitet sich wohl von germanisch *blenda für 'blind' ab und bezieht sich auf undurchsichtiges Wasser.

## Geographie

### Verlauf

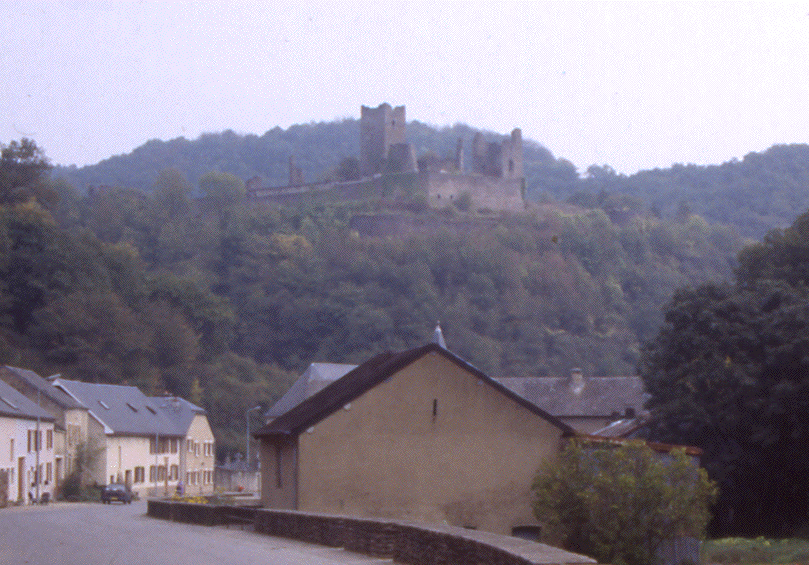
Dorf und Burgruine Brandenburg an der Blees

Die Blees entspringt auf eine Höhe von etwa 510 m zwischen Holzthum und Wahlhausen.
Sie durchfließt das Gebiet der Gemeinden Hoscheid und Tandel und läuft in ihrem teilweise tief in die Ardennen eingeschnittenen Tal durch die Ortschaften Brandenbourg (dt.: Brandenburg, letz.: Branebuerg) und Bastendorf, beides Ortsteile der Gemeinde Tandel.
Sie mündet schließlich  auf einer Höhe von 185 m bei Bleesbrück von links in die Sauer.

### Zuflüsse
- Emmicht (links), 2,1 km
- Eitzebaach (rechts), 0,6 km
- Rackesbaach (links), 1,0 km
- Hierchebaach (links), 0,6 km
- Uschbisch (links), 0,3 km
- Géisselbaach (rechts), 0,3 km
- Seiweschbaach (rechts), 0,5 km
- Stool (links), 7,6 km
- Enteschbaach (rechts), 0,8 km
- Hämechtbaach (links), 1,8 km
- Millebaach (links), 1,6 km (mit  Scheedsbaach 3,9 km)
- Fëschbech (links), 1, 0 km
- Weschterbaach (links), 0,6 km
- Brëntgesbaach (rechts), 0,7 km
- Suessebaach (rechts), 2,1 km
- Maacherbaach (rechts), 0,5 km
- Mëllerbaach (links), 4,0 km
- Tandelerbaach (links), 4,4 km (mit Houschterbach)
- Hiestgriecht (links), 1,7 km
- Ramgriecht (links), 3,7 km
- Roukebaach (rechts), 1,0 km